# Aristocapsa insignis
Aristocapsa insignis är en slideväxtart som först beskrevs av Mary Katherine Curran, och fick sitt nu gällande namn av J.L. Reveal & C.B. Hardham. Aristocapsa insignis ingår i släktet Aristocapsa och familjen slideväxter. Inga underarter finns listade i Catalogue of Life.